# Gaura Krisna Dásza
Gaura Krisna Dásza (született Tóth-Soma László) (Kőszeg, 1967. január 19. − ) vallásfilozófus, tanár, jóga-meditáció oktató és vaisnava teológus. Jelenleg a Bhaktivedanta Hittudományi Főiskola Elméleti és Alkalmazott Jóga-tudományi Tanszékének vezetője, a főiskola rektor helyettese. Intézményében hindu és vaisnava vallásfilozófiát, szentíráselemzést és jóga szentírásokat oktat. Számos könyvet publikált, ismeretterjesztő filmeket készített, és gyakran tart előadásokat az ország különböző felsőoktatási intézményeiben. Személyiségfejlesztő, regressziós hipnózis és csakra-terápiás tanfolyamai, valamint indiai spirituális kalandozásai népszerűek Magyarországon.

## Korai évek
Középosztálybeli, katolikus családban született. Édesanyja, Csűri Ilona, gépírónőként dolgozott a kőszegi Latex posztógyár alkalmazottjaként, édesapja, Tóth Ferenc ugyanott géplakatos volt. Testvére Tóthárpád Ferenc, magyar andragógus, költő, író.
Bár a szülei konzervatív módon nevelték, vallásukat nem gyakorolták, fiukat azonban hittanórára járatták a helyi katolikus plébániára. Általános iskolai tanulmányait a kőszegi Bersek József Általános Iskolában végezte, majd a Jurisich Miklós Gimnáziumban érettségizett.
Ezen időszakban nagy hatással volt pályájának alakulására kémia tanára, Dr. Mátrainé Tálos Ilona és fizika tanára Dr. Mátrai István, akik hallgatóbarát módon emberközelivé tették számára a természettudományokat és a tanítás hivatását. Ugyanígy biológia tanára, Dr. Szendrő Zsuzsanna, akivel számos genetikai és egyéb biológiai kérdésen elmélkedtek, és aki erős hitével inspirálta jövőjével kapcsolatban.
Miután 18 éves korában Baján letöltötte sorkatonai szolgálatát, ahol az alapkiképzést követően írnok lett, beiratkozott a Szegedi Tudományegyetemre, ahol biológia- kémia szakos középiskolai tanárként szerzett diplomát.
Elsőéves egyetemistaként tagja volt egy Dr. Gallé László által vezetett ökológiai témájú expedíciónak, mely Anatóliában végezte a „Hangyaközösségek szerveződésének, szukcessziójának kutatása Európa különböző homokdűnéin” elnevezésű kutatási program egyik szeletét.
Egyetemi tanulmányai alatt neves tanárai voltak még Dr. Gulyás Sándor, botanikus, illetve Dr. Molnár Judit, politológus.

## Csatlakozás azISKCON-hoz
1989 decemberében, 22 éves korában, Szeged utcáin találkozott  A.C. Bhaktivedanta Swami, az ISKCON (Krisna –tudat Nemzetközi Szervezete) alapító vallási vezetőjének könyveit osztó lelki gyakorlókkal, akikkel azonnal szoros barátságot kötött.
1991 nyarán ismerte meg személyesen lelki tanítómesterét, Sríla Sivarama Swamit, aki már akkor megbízta lelki témájú könyvek írásával. Hosszú tanulási és gyakorlási időszak kezdődött az életében, az akkorra már hivatalosan is bejegyzett Magyarországi Krisna-tudatú Hívők Közösségében.
1993-ban lelki tanítómestere javaslatára a szegedi missziós központ vezetője lett. Tevékenységei közé tartozott a vaisnava szentírások terjesztésének koordinálása, illetve az ő irányítása alatt kezdték el Szegeden a rendszeres és ingyenes ételosztást, a Food for Life programot, a helyi gyülekezet támogatásával. Főleg a helyi hajléktalan szálló embereit látták el meleg ebéddel, s a vallás hagyományai szerint tánccal és mantraénekléssel egybekötött programokat tartottak a számukra.
1994-ben „Harinama diksa” avatást fogadott el Sríla Sivarama Swamitól, majd ennek megerősítése 1996-ban történt meg, a második, „Mantra diksa” beavatás által a Brahma-gájatri, a Káma-gájatri és a Gopála mantrákba.
1998-ban beiratkozott a kalkuttai Rabindra Bharati Egyetemre, ahol a Bengáli vaisnava bhakti-jóga hagyományaiból írta meg filozófia doktori disszertációját. Ugyanitt kezdte el tanulmányozni a Jóga – szútrát, melynek gyakorlatát beépítette napi rendszeres szádanájába.  2002-től hatha-jóga tanulmányokat folytatott, melynek alapjait Budapesten szerezte meg. Tudásának bővítése céljából az indiai Májápurba utazott, majd 2003-ban a Himalája lábához, Gangótriba, ahol az ottani Srí Vaisnava kolostor két papja, Balarama ácsarja, és Góvinda dásza brahmacsári útmutatásával mélyítette el a hatha-jógával és a Jóga-szútrával kapcsolatos elméleti és gyakorlati ismereteit. Ugyanezen év októberében két hónapot töltött el Dzsagganátha Puriban hasonló jellegű tanulmányokkal.
Gaura Krisna dásza sok éves tapasztalatából nőtt ki a Bhaktivedanta Hittudományi Főiskolán az Európában ma is egyedülállónak számító Vaisnava jógamester BA képzés, amelyen 2009 óta folyamatosan közel 150 hallgató tanul.

## Családja, magánélete
Felesége Bárdi Nóra, pszichológus – természetgyógyász. Gyermekei: Níla (2010) és Govinda (2012).

## Iskolák
- 1973 – 1981  Bersek József Általános Iskola, Kőszeg
- 1981 – 1985 Jurisich Miklós Gimnázium, Kőszeg
- 1986 – 1991 Szegedi Tudományegyetem Természettudományi Kar biológia-kémia szakos középiskolai tanári diploma
- 1998 – 2003  Rabindra Bharati University (Kalkutta)
- Ph. D doktori tanulmányok a hindu vallásfilozófia témaköréből, különös tekintettel a hinduizmus vaisnavizmus irányzatára
- Csakra-meditációs és relaxációs tanulmányok (Mayapur, Nyugat-Bengál)
- Jóga-szútra (Patandzsali) tanulmányok. (Mayapur, Nyugat-Bengál)
- Tenyérelemzés (Haszta Szamudrika Sásztra) tanulmányok (Jagannatha Puri, Orissa)
- 2003 – 2005  Jóga-ászana és Pránájáma tanulmányok
- Budapest – Mayapura – Hrisikesh – Gangotri ─ Jagganatha Puri
- 2008 – 2009 Past Life Therapist Association, Hypnotherapy South West (UK)
- Regressziós és reinkarnációs hipnoterapeuta képzés

### Főbb munkahelyek, beosztások
- 1991–1995 — Szegedi Tudományegyetem Növénybiológiai Tanszék
- Egyetemi tanársegédként dolgozik a JATE Növénytani tanszékén, ahol oktató és kutatómunkát végez.

Növény szervezettani és rendszertani szemináriumokat, valamint keleti kultúrák természetfilozófiájáról szóló előadásokat tart az egyetem biológia szakos illetve bölcsész hallgatóinak.
- 1996-2002 Szegedi Tudományegyetem Vallástudományi Tanszék –tanársegéd

- Oktató tevékenysége: Keleti (hinduizmus és buddhizmus) vallás- és természetfilozófiai előadások és szövegelemző szemináriumok tartása. Előadások a keleti világból származó, magyarországi vallási mozgalmakról.

- Kutató tevékenysége: a hinduizmus vallási irányzatainak elméleti vallásfilozófiai, valamint gyakorlati teológiai vizsgálata. Keleti származású vallási mozgalmak Magyarországon.
- Egyéb tanszéki tevékenység: ezen idő alatt több kutatási project vezetője, illetve koordinátora volt, így kutatás-monitoring feladatok ellátásában is komoly tapasztalatot szerzett.
- Részt vesz a Szegedi Tudományegyetem Bölcsészettudományi Kara Vallástudomány szakának akkreditációs munkálataiban (1997)
- Szervezője és egyik előadója a debreceni Kossuth Lajos Tudományegyetemen lezajlott Test-Elme-Tudat konferenciának (1997).
- Szervezője és egyik előadója a Budapesten megrendezett “Tudomány és Vallás Szintézise” nemzetközi konferenciának. Az előadók között volt Maurice Wilkins Nobel- díjas biofizikus William H. Deadwyler és Heller Ágnes is (1998).
- Társvezetője a Szegedi Tudományegyetemen megalakuló Vallási Információs Központ Projektnek, amelynek tevékenysége a magyarországi vallási mozgalmakkal kapcsolatos. E munkakörében csoportvezetői tapasztalatokat szerez (1999).
- Tagja annak az ötfős szakértői bizottságnak, amely a Miniszterelnöki Hivatal és a Nemzeti Kulturális Örökség Minisztériuma felkérésére szakmailag vizsgálta az 1990-es év vallásszabadság gyakorlásáról hozott IV. törvény módosítására irányuló kormányzati javaslatot (2001)
- 2002-től óraadó tanár
- 2003-2005  — Szegedi Tudományegyetem Általános Orvostudományi Karán A Gyermek- és Ifjúságpszichiátriai Osztály Gyermekdepresszió-kutatásának koordinátora
- 2005– napjainkig a Bhaktivedanta Hittudományi Főiskola docense

- 2005-től a filozófia-dogmatika tanszékvezető főiskolai docense. 2007-től rektor helyettes

- 2006-tól a magyar Jógaoktatók Szövetsége etikai bizottságának tagja

- 2007-től a Magyar Akkreditációs Bizottság ‘Hit- és vallástudományok bizottságának’ tagja
- 2008-tól főiskolai tanár, a Bhaktivedanta Hittudományi Főiskola rektora
- 2009-től a Santiniketani Vishva Bharati University Ph. D doktori vizsgabizottságának tagja
- 2010-től a Midnapore-i Vidyasagar University (Nyugat- Bengál, India) Ph. D doktori vizsgabizottságának tagja
- 2012-től a Bhaktivedanta Hittudományi Főiskola rektor helyettese
- 2017-től A Magyar Jógaoktatók Szövetségének elnökségi tagja

### kutatások, pályázatok
- 1991 – 1995  Növényi szekréciós vizsgálatok az OTKA támogatásával
- 1996  Tudományos expedíciót Nepálba (2 hónap) és tanulmányút India Nyugat- Bengál államába (az SZTE és a Soros Alapítvány támogatásával)
- 1997  Kutatóút India Orissza államába (1 hónap). Néhány kisebb hindu kultusz vizsgálata. A kutatásokat a Soros Alapítvány támogatja.
- 1998  Tanulmányút Indiába, amelyen egy egyetemi hallgatókból álló csoport is részt vesz. A tanulmányutat a Duna TV forgatócsoportja is elkíséri, amelynek eredményeként egy televíziós film is készül “Hindu istenek és istennők” címmel. A tanulmányutat a Soros Alapítvány, az SZTE és a KLM légitársaság támogatja.
- 1999  Áprilisban Magyarország képviseletében részt vesz a Párizsban, tizenöt ország részvételével megrendezett új vallási mozgalmak nemzetközi konferencián. (NEKÖM támogatás)
- A London Scool of Economy vallási információs központjának vendégeként az Egyesült Királyság vallási mozgalmait tanulmányozza (vendéglátó: Prof. Dr. Eileen Barker). (NEKÖM támogatás)
- Tanulmányút India Tamil Nadu államába. (Soros Alapítvány és az SZTE támogatásával)
- Tanulmányút Indiába (Nyugat-Bengál, Orissza, Tamil-Nadu, Uttar Pradesh államok). A úton az M1-es TV csatorna forgatócsoportjával közösen film készül. Az elkészült sorozat címe: a “Világvallások nyomában” (CTNS és British Airways támogatásával).
- Az oxfordi St. Annes College-ban megrendezett CTNS konferencián a “Hinduism and Natural Science – Scientific and Religious thinking of the Hindu tradition” című poszterrel szerepel.
- Magyarországi vallási mozgalmak tudományos, egyetemi hátterű vizsgálat céljából munkatársaival egy kutatási projectet koordinál, amelyet a Miniszterelnöki Hivatal és a Nemzeti Kulturális Örökség Minisztériuma támogat.
- 2001  Tanulmányút a Himalájába (India Uttar-Anchal és Himachal-Pradesha államaiban). A kutatásokat a Templeton Foundation támogatta.
- 2003   A “gyermekkori depresszió rizikófaktorai” kutatás koordinátora. (SZTE ÁOK Gyermek- és Ifjúságpszichiátriai Osztály)
- 2004-2005  A “drogfogyasztás és a kábítószer-használattal kapcsolatos attitűd felmérése depressziós problémákkal küzdő gyermekpopulációban” című pályázati projekt kutatási koordinátora. (SZTE ÁOK Gyermek- és Ifjúságpszichiátriai Osztály)

### Díjak, kitüntetések
- 2000    — A vallás és természettudomány határterültén végzett tudományos kutató és oktató tevékenységének elismeréseként elnyeri a kaliforniai Templeton Alapítvány és a Center for Theology and the Natural Sciences (CTNS) éves közös díját.
- 2001 — Elnyeri a Center for Theology and the Natural Sciences (CTNS) éves Development Grant díját.
- 2002  — A Hinduizmus, Kereszténység és a természettudományos gondolkodás című oktatási programja elnyeri a CTNS European Award-ját.

### Jelentősebb publikációk, bibliográfia
- A Gaudíja-vaisnava védánta filozófia -Torchlight Publishing Company, Badger, California 1996

- Hare Krisna fehéren feketén – vélemények és interjúk a Hare Krisna mozgalomról (szerk.) – Agora Press, Szeged, 1996
- Veda-rahasya – Bevezetés a hinduizmus vallásfilozófiájába – Bába és Társai Kiadó, Szeged, 1997
- Egyszerűen és érthetően a hinduizmusról – Egyházfórum, Budapest, 1998
- Szemelvények a Hinduizmus Kutatásának Történetéből – Acta Studiorum Religionis Szegedini – Vallástudományi Tanulmányok, Szeged, 2000
- Személyiségfejlesztés felsőfokon – Felülemelkedés önmagunk és környezetünk korlátain. – Lál Kiadó Somogyvámos, 2005
- Jóga tiszta forrásból. – Lál Kiadó Somogyvámos, 2008
- Jóga-szútra I-IV. A Jóga-szútra szanszkrit eredetiből történő teljes fordítása. Oktatási segédanyag. – Bhaktivedanta Hittudományi Főiskola 2013-2015
- Jóga-szútra I. A Jóga-szútra első fejezetének szanszkrit eredetiből történő fordítása és magyarázata. – Bhaktivedanta Hittudományi Főiskola, 2015
- A hinduizmus, brahmanizmus és a védák lélekuniverzuma. (társszerző: Danka Krisztina) In.: Lélekenciklopédia – A lélek szerepe az emberiség szellemi fejlődésében (377-410 oldal). ]Szerkesztette Simon-Székely Attila I. kötet: Világvallások lélekképzetei. Károli Gáspár Református Egyetem és Harmattan Kiadó, Budapest, 2015